# تيسير اجتماعي

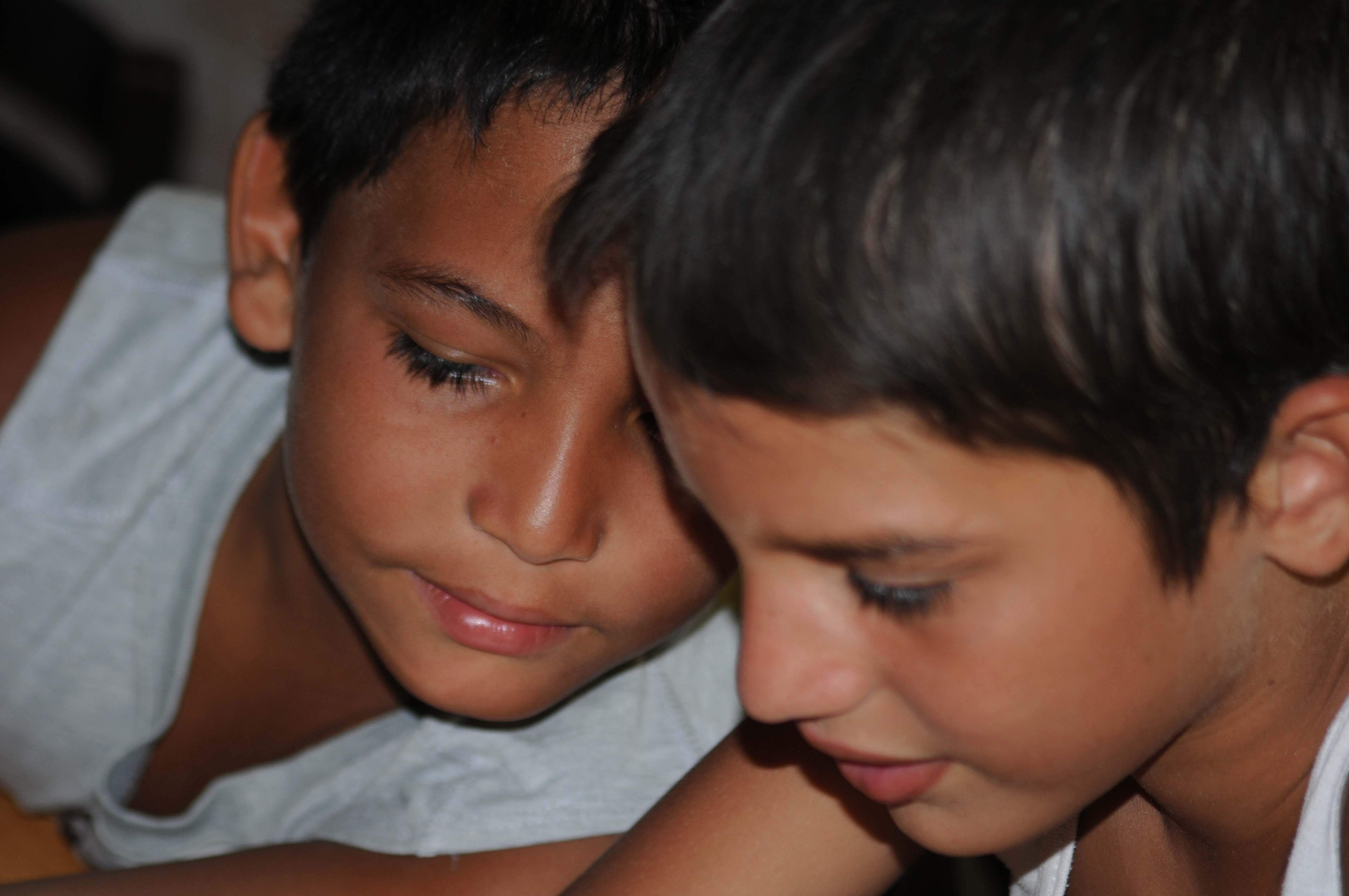

في علم النفس، يُعرّف التيسير الاجتماعي بأنه عملية تحسين للأداء الفردي عندما يتعامل الفرد مع أشخاص آخرون أكثر من بمفرده.
بالإضافة إلى العمل مع أشخاص آخرين، يحدث التيسير الاجتماعي أيضًا لمجرد وجود أشخاص آخرين حول الفرد. لقد وجدت الأبحاث السابقة أن الأداء الفردي قد حُسِّنَ من خلال العمل المشترك والشروع بأداء مهمة ما بحضور الآخرين الذين يقومون أيضًا بمهمة مماثلة، وكذلك عند وجود جمهور أثناء أداء مهمة معينة. يمكن ملاحظة مثال على التعاون ضمن إطار التيسير الاجتماعي في الحالات التي يتحسّن فيها أداء راكبي الدراجات عند اجتماعهم مع راكبي دراجات آخرين مقارنةً بركوب الدراجات بمفردهم. في حالة وجود جمهور يثير حالة من التيسير الاجتماعي، يمكن ملاحظة ذلك مثلًا في حالة رفع الوزن الأثقل أمام الجمهور. يُعزى التيسير الاجتماعي أحيانًا إلى حقيقة أن بعض الأشخاص هم أكثر عِرضة للتأثير الاجتماعي، بحجة أن عوامل الشخصية يمكن أن تجعل هؤلاء الأشخاص أكثر وعيًا للتقييم.
ينصّ قانون «يركيز-دودسن»، عند تطبيقه على التيسير الاجتماعي، على أن «بمجرد وجود أشخاص آخرين، فإن ذلك سيُعزّز أداء الأفراد بسرعة ويكون أدائهم أكثر دقة للمهام التي يمارسونها بشكل جيد، ولكن سيتراجعون في أداء المهام التي لم يسبق لهم القيام بها». مقارنة لأدائهم عندما يكونون بمفردهم، مع أدائهم في حضور الآخرين، فإن الأفراد يميلون إلى صنع أداء أفضل للمهام البسيطة أو التي قد تدربوا عليها بشكل جيد مُسبقًا، لكن أدائهم ينحدر إلى الأسوأ عند قيامهم بمهام معقدة أو جديدة.
تأثير الجمهور، على الصعيد النفسي، هو محاولة لشرح سبب تقدُّم أداء الأفراد للمهام بشكل أفضل أمام حضور جمهور في بعض الحالات وسبب ضعف أدائهم في حالات أخرى. اتّضحت هذه الفكرة بشكل أكبر عندما أظهرت بعض الدراسات أن وجود جمهور سلبي غير فعّال قد يُسهّل أداء مهمة بسيطة نحو الأفضل، في حين أظهرت دراسات أخرى أن وجود جمهور سلبي عند أداء مهمة أكثر صعوبة أو لم تٌمارس بشكل جيد مُسبقًا، فربما قد بسبب ذلك إلى تعرضهم للضغط النفسي أو الإجهاد.

## نتائج تجريبية أساسية

### العمر
في عام 1898، قاد نورمان تريبليت بحثًا مُتعلقًا بالتيسير الاجتماعي من خلال دراسة الطبيعة التنافسية للأطفال. ضمن هذه الدراسة، تم إعطاء كل طفل خيطًا، وطُلِب منهم لفّه. وجد تريبليت أن أداء الأطفال كان أفضل بكثير أثناء تنافسهم مع بعضهم البعض، إذ أدَى إجراء مزيد من الأبحاث حول نظرية تريبليت بأن وجود الآخرين يزيد من تحسّن أداء الأفراد في المواقف الغير تنافسية الأخرى أيضًا.
في عام 1973، أجرى تشابمان تجربة ووجد أن مستويات الضحك بين الأطفال الذين تتراوح أعمارهم بين 7-8 سنوات كانت أعلى عندما استمع طفلان إلى مواد مُضحكة معًا (حالة تعاونية). علاوة على ذلك، كانت مستويات الضحك أعلى عندما استمع أحد الأطفال إلى مواد مضحكة في وجود طفل آخر (حالة جمهور) أكثر من عندما يستمع طفل إلى المواد المضحكة بمفرده (حالة فردية). تُشير هذه النتائج إلى أن الضحك يُعتبر أيضًا من التيسير الاجتماعي.

### التحيّز/التعصّب
غالبًا ما يُعتبر التحيُّز استجابةً سهلة التنفيذ والأداء. لذلك، وفقًا لمنطق نظرية الحافز حول التيسيرات الاجتماعية، فمن المرجح أيضًا أن يكون التحيُّز جزءًا من التيسير الاجتماعي. وهذا يعني أن الأفراد سيتمكنون من التعبير عن وجهات نظرهم المتحيّزة في وجود آخرين أكثر من كونهم في أماكن خاصة بمفردهم.

### الجنس
في عام 1994، أثبت دي كاسترو أن التيسير الاجتماعي يؤثر على تناول الطعام من خلال تمديد الوقت الذي يقضيه الفرد في تناول وجبته. وأظهرت نتائجه أيضًا أن وجود أفراد من العائلة والأصدقاء، مقارنةً مع وجود صحبة غريبة تقريبًا، يزيد من تناول الطعام بدرجة أكبر، وربما يعود ذلك إلى «إطلاق القيود المثبطة على الاستيعاب» الذي يحدث عندما يشعر الناس بالراحة أكثر حول الأشخاص الذين يعرفونهم. علاوة على ذلك، فإن الذكور يتناولون طعامًا أكثر بنسبة 36٪ عند وجودهم بصحبة أشخاص آخرين، بينما تتناول الإناث طعامًا بنسبة 40٪ عند وجودهم بصحبة أشخاص آخرين أكثر من عند تناولهم الطعام بمفردهم. يعزو دي كاسترو ذلك إلى نموذج تمديد الوقت الخاص بالتيسير الاجتماعي، إذ زاد الوقت الذي يقضيه الفرد بتناول الطعام عند وجودهم في مناسبة اجتماعية. تفترض هذه النتائج أن وجود أشخاص آخرين عند تناول الطعام يزيد منه عن طريق تمديد الوقت في تناوله، ربما كنتيجة للتفاعل الاجتماعي، وأن العائلة والأصدقاء يكون لهم التأثير الأكبر، ربما عن طريق حالة من الاسترخاء والتخفيف الناتج عن ضبط النفس على الاستيعاب. علاوة على ذلك، تشير هذه النتائج أيضًا إلى أن التيسير الاجتماعي له آثار متقاربة جدًا على كل من الرجال والنساء.

### التيسير الاجتماعي عند الحيوانات
يكمن التيسير الاجتماعي عند الحيوانات أنه عندما يزيد أداء السلوك من جانب الحيوان من احتمال مشاركة الحيوانات الأخرى أيضًا في السلوك ذاته أو في زيادة شدته. في عام 1969، أثبت زايونك وهاينغارتنر وهيرمان أن التيسير الاجتماعي لا يحدث فقط عند البشر، ولكن يحدث أيضًا عند الأنواع ذات المعالجة الإدراكية المحدودة أو المعدومة. لاحظوا أن الأمر يستغرق وقتًا طويلًا لإكمال متاهة معقدة في وجود صراصير أخرى أكثر من الوقت لوحدها. كما لاحظوا أن الصرصور يستغرق وقتًا أطول لإكمال متاهة صعبة في وجود صراصير أخرى أكثر منه عندما يكون بمفرده. تدعم هذه التجربة النظرية القائلة بأن الإثارة الفسيولوجية الناتجة عن وجود أشخاص آخرين تؤدي إلى ظهور تأثيرات التيسير الاجتماعي والتي تكون مماثلة عند الحيوانات أيضًا.
في عام 2009، درس كل من ديندو ووايتن ودي وال تأثير التيسير الاجتماعي لدى قردة الكبوشاوات. طُلب من القردة في هذه الدراسة إكمال مهمة جديدة في البحث عن المؤن، إما بمفردها أو ضمن مجموعة اجتماعية. في حين أن كلا المجموعتين من القردة قد أكملت المهمة، إلا أن القردة ضمن المجموعة الاجتماعية أكملوا المهمة أسرع بثلاث مرات من تلك القردة التي عملت بمفردها. وتُعزى هذه الزيادة في السرعة إلى «التّعلم عن طريق المراقبة وتزامن السلوك بين أفراد المجموعة».